# Muttseehöhle
Die Muttseehöhle ist eine typische alpine Schachthöhle. Sie befindet sich auf dem Muttsee-Plateau in einer Höhe von 2405 m ü. M.
In der Höhle befindet sich die sogenannte Apocalypse. Dieser Vertikalschacht ist mit einer Tiefe von 200 Metern der tiefste Schacht der Schweiz.
Durch den Zusammenschluss mit der benachbarten Marmorhöhle erreichte die Höhle eine vermessene Gesamtlänge von 7880 Meter. Mit einer Höhendifferenz von −1070 Meter belegt sie den zweiten Platz der schweizerischen Tiefenliste.